# Раздол (Благоевградская область)
Раздол (болг. Раздол) — село в Благоевградской области Болгарии. Входит в состав общины Струмяни. Находится примерно в 16 км к западу от центра села Струмяни и примерно в 46 км к югу от центра города Благоевград. По данным переписи населения 2011 года, в селе  проживало 226 человек. Село расположено в горном массиве Малешевска-Планина.

## Население
| Год     | 1934 | 1946 | 1956 | 1965 | 1975 | 1985 | 1992 | 2001 | 2011 |
| ------- | ---- | ---- | ---- | ---- | ---- | ---- | ---- | ---- | ---- |
| Жителей | 532  | 624  | 648  | 748  | 691  | 505  | 412  | 323  | 226  |

| Национальность | Человек | Процент |
| -------------- | ------- | ------- |
| болгары        | 153     | 94,44%  |
| цыгане         | 4       | 2,47%   |
| Всего ответов  | 162     |         |

|  |